# اینگرسلبن (تورینگن)
اینگرسلبن (به آلمانی: Ingersleben) یک روستا در آلمان است که در نس-آپفلشتدت واقع شده‌است. اینگرسلبن ۱٬۰۵۸ نفر جمعیت دارد.